# Eidinghauser Berg
Der Eidinghauser Berg  ist ein 257,6 m ü. NHN hoher Berg im Wiehengebirge.

## Geschichte
Der Eidinghauser Berg erhielt seinen Namen durch die Ortschaft Eidinghausen, heute ein Stadtteil von Bad Oeynhausen, deren Ortskern sich allerdings über 4 km in südwestlicher Richtung befindet und kaum noch als echtes Wiehengebirgsdorf bezeichnet werden kann. Wesentlich näher liegen die Orte Uphausen in rund 1 Kilometer Entfernung Richtung Norden  und vor allem die Ortschaft Haddenhausen in knapp 2 Kilometer Entfernung Richtung Norden, die gleichfalls sogar Namensgeber des betreffenden Stadtteils Mindens darstellt. Auf dem Gipfel des Eidinghauser Berges befindet sich ein trigonometrischer Punkt.

## Geographie
Der Eidinghauser Berg liegt auf der Grenze der ostwestfälischen Städte Minden und Bad Oeynhausen im Kreis Minden-Lübbecke.
Im Norden ist das Wiehengebirge hier recht regelmäßig bis in eine Höhe von rund 130 Meter bewaldet, im Süden reichen landwirtschaftliche Flächen einerseits bis auf rund 160 Meter, im Südosten allerdings reicht der Bergwald teilweise bis hinunter auf ein Höhenniveau von 50 Metern, was für die südliche Waldgrenze des östlichen Wiehengebirges sehr untypisch ist.
Der Eidinghauser Berg hat, wie fast alle Berge im Wiehengebirge, einen langgestreckten Kammgipfel (Egge) und ist von den westlich und östlich anschließenden Gipfeln nur durch Dören getrennt. Daher wird der Berg nur bedingt als markanter Gipfel wahrgenommen.
Der Berg befindet sich an einer durchschnittlich breiten Stelle des kammartigen Wiehengebirges, das hier, in Bezug auf die nördliche und südliche Waldgrenze, 1.200  Meter breit ist. Knapp nördlich des Gipfels verläuft der Wittekindsweg der in diesem Bereich auch den Namen Eggeweg trägt und hier eine öffentliche Straße ist, die u. a. Zufahrt zu der Berggaststätte Zum Wilden Schmied ist, die sich 1.100 Meter  östlich des Gipfels, auch in Kammlage und mit schöner Aussicht auf das Ravensberger Land und die Seenplatte im Großen Weserbogen, befindet. 300 Meter westlich des Gipfels liegt an einer Wegegabel eine Schutzhütte.

## Krause Buche
700 Meter westlich des Gipfels steht das Naturdenkmal Krause Buche, bei dem es sich um eine Süntel-Buche handelt.

## Tourismus
Über den Berg verlaufen der Wittekindsweg, der E11, der Mühlensteig und der Rundwanderweg Rund um den Jordansprudel. Nördlich verläuft am Bergfuß der Arminiusweg. Unweit südlich des Gipfels verläuft der Jakobs-Pilgerweg Minden-Soest.